# ذياب الجاسر
```
{{subst:Proposed deletion|concern=Im theyab aljasir, and im not any more working as actor, please immediate total delete to my personal page}}
 at the top, replacing "reason for proposed deletion" with your reason
```

{{Db-g7}} ذياب الجاسر (28 فبراير 1986)، ممثل سينمائي سعودي، ولد في مدينه الخبر بالمنطقة الشرقية.

## السيرة العلمية والعملية
- حاصل علي درجة الماجستير عام 2016 في تخصص الاداره الهندسية من جامعة الملك فهد للبترول والمعادن بمدينة الظهران.
- حصل علي درجة البكالوريوس عام 2009 في تخصص الهندسة الكهربائية من جامعة الملك فهد للبترول والمعادن بمدينة الظهران.
- يعمل مهندساً في شركة أرامكو السعودية منذ يوليو 2010.

## السيرة الفنيه
رغم العديد من مشاركاته الفنيه خلال المراحل الدراسيه في الاذاعه والمسرح الا ان بدايته الفنيه الفعاله كانت في عام 2007 مع المخرج بدر الحمود في فيلم ابيض وابيض الفائز بجائزة من مهرجان الخليج السينمائي 2008.
شارك في العديد من الأعمال في اليوتيوب وفي التلفزيون مع عده مخرجين سينمائيين من ابرزهم: اوس الشرقي، بدر الحمود، عبد الله العياف، منصور البدران، عبد الرحمن جراش.

### مشاركاته
- سيلفي 2 حلقه حسرة وطن
- فيلم مغادره
- فيلم داكن
- فيلم شرود
- فيلم كاميرا ماهر
- اعلان موقع كملنا
- فيلم السحور الاخير
- فيلم المشهد الاخير
- فيلم العهد
- فيلم حياه صح
- فيلم بالونه
- فيلم ابيض وابيض

## روابط خارجية
- ذياب الجاسر على موقع قاعدة بيانات الأفلام العربية